# インターナショナルワークショップフェスティバル
インターナショナルワークショップフェスティバル (通称DOORS、英語: International Workshop Festival 略称:IWF) は、数多くの様々なジャンルのワークショップを集めた日本最大のワークショップの見本市。毎年夏に大阪を中心に開催されている。「文化創造の扉」より通称「DOORS」。

## 概要
2007年に36のワークショップを集めワークショップの見本市を初開催。その後数を増やしながら大阪市を中心に毎年夏に開催。2010年には京都市、仙台市でも開催された。
すべてのワークショップ受講料は誰でも気軽に参加できるよう1講座ワンコイン=500円に統一されている。

## DOORS
- 2007年　38種類のワークショップを集めたワークショップ見本市「38 DOORS」を初開催。　
  - 期間　2007年8月1日-5日　
  - 会場　芸術創造館、OBP円形ホール前広場
  - 主な講師　近藤良平（コンドルズ）、いのうえひでのり（劇団☆新感線）他

- 2008年　100種類のワークショップ見本市「100 DOORS」を開催
  - 期間　2008年8月1日-10日
  - 会場　大阪市立芸術創造館、大阪市中央公会堂、芝川ビル
  - 主な講師　近藤良平（コンドルズ）、松村武＆八嶋智人(劇団カムカムミニキーナ)、東野祥子(BABY-Q)、石橋義正(キュピキュピ)、ヨーロッパ企画他

- 2009年　200種類のワークショップ見本市「200 DOORS」を開催
  - 期間　【前期】7月24日(金)−8月10日(月)／【後期】8月17日(月)−8月22日(土)
  - 会場　大阪市立芸術創造館、旭区民センター、大阪市中央公会堂、芝川ビル、ロボビル、dai studio、大阪府立中之島図書館、扇町インキュベーションプラザ
  - 主な講師　平松邦夫(大阪市長)、近藤良平（コンドルズ）、安田真奈(映画監督)、大塚ムネト(ギンギラ太陽ズ)、ヨーロッパ企画他

- 2010年　250種類のワークショップ見本市「250 DOORS」を開催
  - 期間　【前期】7月31日(土)−8月9日(月)【後期】8月16日(月)−8月24日(火)
  - 会場　大阪市立芸術創造館、旭区民センター、大阪市役所、大阪市中央公会堂、元・立誠小学校（京都市中京区）
  - 主な講師　平松邦夫(大阪市長)、近藤良平（コンドルズ）他

## 主な会場
- 大阪会場
  - 大阪市立芸術創造館
  - 旭区民センター
  - 大阪市中央公会堂
  - 大阪府立中之島図書館
  - 扇町インキュベーションプラザ
  - 大阪市役所
  - 芝川ビル
- 京都会場
  - 元・立誠小学校